# Siirt (stad)
Siirt (Koerdisch: Sêrt, Arabisch: سِعِرْد ; Armeens: Սղերդ s'gherd; Aramees:  ܣܥܪܬ, Si'irt; is de hoofdstad (İlçe Merkezi) van het gelijknamige district en de provincie Siirt in Turkije. De plaats telt 98.300 inwoners (2000). Siirt ligt aan de nationale weg D965 en de provinciale weg 56-01.
- Gemeinsame Normdatei: 4262629-8
- Library of Congress Control Number: n2004056924
- Nationale Bibliotheek van Israël: 987007471766705171
- Virtual International Authority File: 156142025
- WorldCat: E39PBJbxJByFFxTjcWPqChQQbd